# 1901 în film
- 1900 în cinematografie — 1901 în cinematografie — 1902 în cinematografie

## Premiere
- Fire!
- President McKinley Inauguration Footage
- Star Theatre
- Scrooge, or, Marley's Ghost
- Trapeze Disrobing Act
- A Busy Corner at Armour's
- A Chinese Market
- A Close Call

## Nașteri
- Hugo Haas (d. 1968) actor și regizor de film ceh